# Francesco Andreini
Francesco Andreini (Pistoia, 1548 circa – Mantova, 20 agosto 1624) è stato un attore teatrale e drammaturgo italiano della Commedia dell'arte, attivo tra la seconda metà del XVI secolo e l'inizio del XVII secolo.

## Biografia
Francesco Andreini fu il marito di Isabella Andreini (nata Canali), con la quale fece parte della Compagnia dei Gelosi ed ebbe un figlio, Giovan Battista Andreini (1576-1654), anche lui attore. Pubblicò Le bravure di Capitan Spaventa nel 1607, ispirato dal suo ruolo di punta di capitano nella Commedia dell'arte.